# Menhir de Coat Couraval
Le menhir de Coat-Couraval est situé à Glomel dans le département français des Côtes-d'Armor.

## Protection
Il a été inscrit au titre des monuments historiques en 1970.

## Description
Le menhir a été érigé à mi-coteau. Il mesure 3,50 m de hauteur pour 1,15 m de largeur et 0,60 m d'épaisseur. sa forme effilée et irrégulière pourrait résulter de tentatives de débitages postérieurs à son érection. Il est en granite du massif de Rostrenen.